# Edwin Keur
Edwin Keur (geboren am: 2. Februar 1972) ist ein niederländischer DJ und Musikproduzent aus Zandvoort. Bekanntheit erlangte er mit dem Lied Hold on Tight, welches er unter dem Pseudonym Lambda veröffentlichte.

## Geschichte
Anfang der 1980er begann Keurs Interesse an elektronischer Musik. In den 1990er moderierte er einige Radiosendungen und begann selbst Musik zu produzieren. 1995 produzierte er den Song Hold on Tight, welcher ein massiver Club-Hit wurde. Der Gesang stammt von der US-amerikanischen Sängerin Martha Wash. Der Song wurde in vielen Ländern auf vielen verschiedenen Kompilationen veröffentlicht. Während der Jahre wurden von Hold on Tight zahlreiche Remixe, jeweils unter dem Namen Lambda, veröffentlicht. 2003 erschien in Deutschland eine Single-CD von Hold on Tight, welches die Remixe von Kaylab & Reeloop, Nalin & Kane sowie DJ S.P.U.D. enthält. Nachdem das Lied Platz eins in den deutschen Dancecharts erreichen konnte, stieg die Single ebenfalls in die deutschen Singlecharts auf Platz 25 ein.

## Diskografie

### Singles
| Jahr | Titel Album   | Höchstplatzierung, Gesamtwochen, AuszeichnungChartsChartplatzierungen (Jahr, Titel, Album, Platzierungen, Wochen, Auszeichnungen, Anmerkungen) | Anmerkungen                        |
| Jahr | Titel Album   | DE | Anmerkungen                        |
| ---- | ------------- | --- | ---------------------------------- |
| 2003 | Hold on Tight | DE25 (7 Wo.)DE | Erstveröffentlichung: 19. Mai 2003 |

Weitere Veröffentlichungen
- 1995–2018: Lambda – Hold on Tight (verschiedene Veröffentlichungen mit verschiedenen Remixen, teilweise überschneidend)
- 1995: Iota – Party
- 1997: Five – Into this groove
- 1997: Lambda – I Need
- 1998: Lambda – NY
- 1999: Lambda – New York
- 1999: Da Goose vs. Lambda – What Light? (DaGoose vs Lambda)
- 1999: Lambda vs Upsilon – I Dream (Lambda vs Upsilon)
- 2000: Jeffed – Dragon pssst music
- 2000: Jeffed – Deep In Da Undahgrownd hi9 records
- 2001: Jeffed – Mask pssst music
- 2003: Jeffed – Into The Light pssst music
- 2003: Jeffed – Starfish / Sponge alien records
- 2003: Lambda – Live Together
- 2004: Jeffed – Masterplan 3345
- 2005: Jeffed – Keepfunkhigh travels